# Falcon 9 Full Thrust
Falcon 9 Full Thrust (FT) (також відома як Falcon 9 v1.2 з варіантами Block 3, Block 4, Block 5) — перша частково придатна для повторного використання ракета-носій. Наразі повторно використовують перший ступінь, хоча SpaceX працює над безпечним поверненням обтікача корисного вантажу. FT можна віднести до ракет середнього класу, якщо 1-й ступінь повертається, та до важкого, якщо ні.
Це третя версія розробленої SpaceX орбітальної ракети-носія сімейства Falcon. Проектувалась у 2014—2015 роках, запуски розпочались у грудні 2015. За 2017—2019 роки планується здійснити ще понад 50 запусків.
У грудні 2015 року версія Falcon 9 Full Thrust стала першою ракетою-носієм, яка здійснила запуск на орбіту з вертикальним приземленням першого багаторазового ступеня. Це стало можливим після активної програми з розвитку технологій, здійсненої у 2011—2015 роках, в рамках якої була перероблена конструкція першого ступеня ракет Falcon 9 v1.0 та Falcon 9 v1.1.
Falcon 9 Full Thrust є суттєво оновленою версією старішої ракети-носія Falcon 9 v1.1, яка здійснила останній політ у січні 2016 року. Завдяки вдосконаленим двигунам першого й другого ступенів, збільшеному паливному баку другого ступеня й паливному ущільненню, ракета-носій здатна виводити корисне навантаження на геостаціонарну орбіту і здійснювати приземлення (на посадковий майданчик, або на плаваючу в океані платформу ASDS) для повторного використання. 11 травня 2018 року почали запускати останню версію серії — Block 5.
У 2008 році SpaceX підписала контракти із НАСА щодо постачання вантажів до МКС в рамках програми Commercial Resupply Services. Доставка повинна здійснюватися космічним кораблем Dragon, який наразі запускається на орбіту ракетою-носієм Falcon 9 FT.